# Fantasy World Dizzy
Fantasy World Dizzy est un jeu d'action-aventure édité en 1989 par Codemasters. C'est le troisième jeu de la série Dizzy.

## Système de jeu
Le joueur contrôle Dizzy, un personnage en forme d’œuf avec des bras et des jambes. Dans cet épisode, Dizzy se fait capturer par un sorcier qui le retient dans son donjon. Il doit s'échapper tout en sauvant sa fiancée. Il faut pour cela trouver et utiliser des objets qui apparaissent dans un écran d'inventaire consistant. Les conversations avec les autres personnages sont souvent drôles. Dizzy traverse des environnements variés comme un château froid et humide ou un village verdoyant et même un niveau dans lequel la gravité est inversée.

## Accueil
Le jeu est l'une des entrées de l'ouvrage Les 1001 jeux vidéo auxquels il faut avoir joué dans sa vie.